# Sylvie Bernard
 Sylvie Bernard (née le 11 octobre 1959 à Trois-Rivières au Québec (Canada) est une auteure-compositrice-interprète et artisane québécoise, d'origine amérindienne.
Chanteuse de genre, qui rappelle les accents de Barbara, son style de musique s'inspire de la chanson française et du pop rock. Tout comme Jean-Paul Nolet et Alanis Obomsawin, Sylvie Bernard est de souche abénaquise.

## Biographie
Sylvie Bernard est une artiste polyvalente qui a réalisé des spectacles et albums de musique qui ont été appréciés par la critique,. En 1989, elle fut nommée comme interprète féminine de l'année. De plus, elle possède un atelier-boutique d'artisanat dans la réserve de Wôlinak.

## Discographie
- 1990 : Marcher sur du verre[2]
- 1997 : Le cœur en feu[3]
- 2008 : titre Dis pourquoi dans l'album Hommage à Ronald Bourgeois : J'ai trouvé dans une chanson[1]

## Distinctions
- 1986 Grand Prix d'interprétation au Festival international de la chanson de Granby[4].
- 1989 Elle fut mise en nomination à l'ADISQ comme découverte de l'année et spectacle populaire de l'année[5].
- 1992 Elle fut nommée dans la catégorie meilleur spectacle[6].
- 2009 Prix ECMA pour sa participation au disque J'ai trouvé dans ma chanson gagnant dans la catégorie album francophone de l'année.
- 2010 Prix des arts de la scène du Centre-du-Québec pour l'ensemble de sa carrière[4]